# Маноле, Домника Степановна
Домника Степановна Маноле (рум. Domnica Manole, род. 4 июня 1961, с. Башкалия, Бессарабский район, Молдавская ССР, СССР) — молдавская судья. С 10 ноября 2023 года председатель Конституционного суда Республики Молдова. Председатель Конституционного суда Республики Молдова с 23 апреля 2020 года по 25 апреля 2023 года, судья Конституционного суда Республики Молдова с 16 августа 2019 года.

## Биография
Родилась 4 июня 1961 года в селе Башкалия, Молдавской ССР.
Окончила юридический факультет Молдавского государственного университета в 1990 году.
В 1985—1990 годах — консультант Верховного суда Молдавской ССР, в 1990—2004 годах — судья суда сектора Чеканы в Кишинёве, в 2005—2017 годах — судья Коллегии по гражданским и административным делам Апелляционного суда Кишинёва.
В 2011—2014 годах — заместитель председателя пилона I Стратегии реформы сектора юстиции (СРСЮ) на 2011—2016 годы. В 2015—2016 годах — преподаватель юридического факультета Молдавского государственного университета.
Решением Высшего совета магистратуры от 29 сентября 2015 года за 25 лет работы судьёй и безупречное поведение Домнике Маноле присвоено почётное звание «Ветеран судебной системы» (veteran al sistemului judiciar).
Была включена в избирательный список блока «ACUM Platforma DA și PAS», возглавляемого Майей Санду, в избирательном округе № 40 в городе Чимишлия на парламентских выборах в Республике Молдова 24 февраля 2019 года. 8 июня 2019 года Майя Санду была избрана премьер-министром. В ходе произошедшего в июне политического кризиса судьи под давлением лидера бывшей правящей Демократической партии Молдовы, олигарха Владимира Плахотнюка приняли ряд решений, направленных на лишение полномочий президента Игоря Додона. После смены власти и бегства Плахотнюка за границу судьи отменили свои решения и 26 июня Конституционный суд Республики Молдова ушёл в отставку в полном составе. 16 августа Домника Маноле назначена парламентом Республики Молдова судьёй Конституционного суда Республики Молдова.
С 23 апреля 2020 года по 25 апреля 2023 года председатель Конституционного суда Республики Молдова. Сменила смещённого с должности Владимира Цуркана, избранного в августе 2019 года после политического кризиса в Республике Молдова. 
С 10 ноября 2023 года вновь избрана председателем Конституционного суда Республики Молдова после отставки Николая Рошки.